# Stade municipal de Chorzów
Pour les articles homonymes, voir Stade municipal.
 (avril 2025).
Le stade municipal de Chorzów est un stade multi-usages situé à Chorzów en Pologne et construit en 1935. Il est utilisé pour les matchs à domicile du Ruch Chorzów, club aux 14 titres de champion de Pologne.
Il a une capacité d'environ 10 000 places.